# Kangur mniejszy
Kangur mniejszy, walabia dama (Notamacropus eugenii) – gatunek ssaka z podrodziny kangurów (Macropodinae) w obrębie rodziny kangurowatych (Macropodidae). We wcześniejszej polskiej literaturze zoologicznej gatunek był oznaczany nazwą zwyczajową „walabia dama”. Jednak w wydanej w 2015 roku przez Muzeum i Instytut Zoologii PAN w Warszawie publikacji „Polskie nazewnictwo ssaków świata” gatunkowi nadano nazwę kangur mniejszy.

## Taksonomia
Gatunek po raz pierwszy zgodnie z zasadami nazewnictwa binominalnego opisał w 1817 roku francuski przyrodnik Anselme Gaëtan Desmarest nadając mu nazwę Kangurus eugenii. Miejsce typowe według oryginalnego opisu to „wyspa Eugène” (fr. l'île Eugène), tj. St Peter Island, archipelag Nuyts, w Australia Południowa, Australia. Desmarest swój opis oparł na podstawie kangura w kolekcji Muzeum Historii Naturalnej w Paryżu oznaczonego jako „kangur z Wysp Świętego Piotra” (fr.kanguroo des îles Saint Pierre), jednak obecnie w zbiorach Muzeum nie można zidentyfikować żadnego okazu odpowiadającemu temu gatunkowi. Podgatunek formalnie opisał w 1837 angielski zoolog John Edward Gray jako odrębny gatunek i nadając mu nazwę Halmaturus derbianus. Miejsce typowe to Australia Zachodnia, Australia. Holotyp to skóra i uszkodzona czaszka bez żuchwy dorosłej samicy (sygnatura BMNH 55.12.24.64) ze zbiorów Muzeum Historii Naturalnej w Londynie.
Chociaż gatunek ten jest morfologicznie zmienny w całym jego zasięgu występowania, wstępne badania genetyczne identyfikują tylko dwie główne linie, dlatego wymagane są dodatkowe badania.
Autorzy Illustrated Checklist of the Mammals of the World rozpoznają dwa podgatunki.

### Etymologia
- Notamacropus: gr. νοτος notos „południe”; rodzaj Macropus Shaw, 1790 (kangur)[22].
- eugenii: francuska nazwa L’île Eugène dla australijskiej wyspy St Peter Island, w Australii Południowej[23].
- derbianus: Edward Smith-Stanley (1775–1851), 13. hrabia Derby, brytyjski arystokrata i polityk[24][2].

## Zasięg występowania
Kangur mniejszy występuje Australii zamieszkując w zależności od podgatunku:
- N. eugenii eugenii – Wyspa Kangura, Australia Południowa.
- N. eugenii derbianus – południowo-zachodnia Australia, w tym East i West Wallabi Island (archipelag Houtman Abrolhos), Garden Island (w pobliżu południowego Perth) oraz Middle Island i North Twin Peak Island (archipelag Recherche).

## Morfologia
Długość ciała (bez ogona) samic 52–63 cm, samców 59–68 cm, długość ogona samic 33–44 cm, samców 38–45 cm; masa ciała samic 4–6 kg, samców 6–10 kg. Wierzch ciała brunatno-rudawy (u samców czerwonawa barwa na bokach ciała i kończynach), spód ciała białawy, głowa i ogon szare.

## Ekologia

### Środowisko życia
Krzewiaste obszary w pobliżu wybrzeża, suche lasy twardolistne. Żeruje na otwartych terenach trawiastych.

### Tryb życia
Prowadzą nocny tryb życia. Na niektórych wyspach Australii Zachodniej wskutek niedoboru wody pitnej pija wodę morską. Nie istnieje żadna struktura socjalna, wyłączając wyspę Kawau, gdzie zwierzęta żyją w grupach, którym przewodzą samce. Większość młodych przychodzi na świat w styczniu po trwającej 25–28 dni ciąży. W torbie lęgowej przebywają 8–9 miesięcy.

## Status zagrożenia
W Czerwonej księdze gatunków zagrożonych Międzynarodowej Unii Ochrony Przyrody i Jej Zasobów został zaliczony do kategorii LC (ang. least concern ‘najmniejszej troski’).